# La Femme
La Femme  es un grupo de francés de rock cuyo miembros son originarios de Biarritz, de Bretaña, de Marsella y de París. 

## Historia
Los fundadores del grupo fueron Sacha Got (guitarra, theremín) y Marlon Magnée (teclado), quienes se encontraron en el Liceo de Biarritz. Marlon, habiendo encontrado a Sam Lefevre (bajo) y a Noé Delmas (batería), en París, se toma el nombre de La Femme en 2010. El grupo encontró a la cantante principal, Clémence Quélennec, en Internet.
En febrero de 2014, el grupo logró ganar en Victoires de la musique (del francés, victorias de la música), en la categoría álbum revelación del año con Psycho Tropical Berlin, lanzado en 2013, el cual permitió su reconocimiento a nivel nacional, principalmente.
En marzo de 2016, el grupo anuncia su regreso con un sencillo, titulado Sphynx y cuyo el clip está realizado por Marlon Magnée, uno de los miembros del grupo. Este título precede la salida de un álbum anunciado para el otoño 2016.
En junio de 2016, el grupo estrena Où va le monde?, un segundo extraído de su nuevo álbum Mystère.
En octubre de 2017 La Femme presenta el sencillo, Orgie De Gobelins Sous Champignons Hallucinogènes.
El 2 de abril de 2021 lanzaron su anticipado álbum Paradigmes, que contiene algunos sencillos que ya se habían lanzado previamente.

## Discografía

### Álbumes de estudio
- 2013: "Psycho Tropical Berlin" (Barclay Records/Born Bad Records)
- 2016: "Mystère" (Born Bad Records)
- 2021: "Paradigmes" (Les Disques Pointus)
- 2022: "Teatro Lúcido" (Disque Pointu)
- 2024: "Rock Machine" (Disque Pointu)

### EPs
- 2010: "La Femme EP"
- 2011: "Le Podium #1"
- 2013: "La Femme"
- 2018: "Runaway"